# Gérald de Palmas
Gérald Gardrinier, dit Gérald De Palmas ou parfois simplement De Palmas, né le 14 octobre 1967 à Saint-Denis de La Réunion, est un auteur-compositeur-interprète de pop rock et guitariste français.

## Biographie

### Enfance (1967-1985)
Gérald Gardrinier est né d'un père breton, géomètre de profession et d'une mère réunionnaise, professeure de français. Il a choisi pour nom de scène celui de sa grand-mère maternelle, Roxane de Palmas.
Il a dix ans quand ses parents quittent La Réunion pour s'installer à Aix-en-Provence.
À treize ans, Gérald découvre le ska et se passionne pour la musique. Il apprend notamment à jouer de la basse et s'inspire, pour les rythmiques, de son groupe fétiche : Level 42.
Ensuite, en Terminale en 1984, à Aix-en-Provence, il fait partie d'un groupe de new wave intitulé Local Passion, en tant que bassiste, en compagnie déjà d'Edith Fambuena.

### Débuts avec Les Max Valentin (1985-1988)
En 1985, ayant atteint l'âge de la majorité, il rejoint en tant que bassiste-chanteur le groupe Les Max Valentin, reformé en 1989 sous le nom Les Valentins. Le groupe est alors composé d'Édith Fambuena et de Jean-Louis Piérot qui se connaissent tous deux depuis le lycée. Tous les trois, ils composent et enregistrent deux 45 tours : Les Maux dits et Printemps parapluie.
Les Max Valentin rencontrent Étienne Daho dans la discothèque Le Mistral, à Aix-en-Provence, lors de sa tournée Satori Tour. C'est Gérald qui assume pour le groupe d'aborder la star afin de lui présenter leur 45 tours. Étienne Daho leur propose ensuite de les signer sur son tout nouveau label.

### Révélation en solo et déclin relatif (1987-1999)
En 1987, il quitte le groupe (qui continue en duo) et se lance dans une carrière solo. Pendant sept ans, il compose seul ses chansons et en 1994, juste après avoir remporté le concours du talent de demain sur M6, il sort son premier album, La Dernière Année, qui contient le tube Sur la route et lui vaut la Victoire de la musique de la révélation masculine de l'année en 1995.
En 1996 naît son premier enfant, un petit garçon nommé Victor. La même année, De Palmas sort un deuxième album, intitulé Les Lois de la nature, qui ne remporte pas le succès attendu. L'artiste ne comprend pas l'accueil fait à cet album et veillera par la suite à rappeler l'existence des Lois de la nature lors de ses concerts.

### Apogée commercial (2000-2008)
Il faut attendre en 1999 pour que Jean-Jacques Goldman lui redonne confiance, en lui écrivant les paroles de la chanson J'en rêve encore.
De Palmas écrit et compose alors dix des douze chansons de son nouvel album, Marcher dans le sable (l'une de ses chansons, Le Gouffre, étant l'adaptation d'un poème écrit par son grand-père Raoul Nativel). L'année 2002 est celle de la consécration avec une tournée de 180 concerts, un disque de diamant pour l'album (plus d'un million de ventes), et des récompenses aux Victoires de la musique (artiste interprète masculin) et aux NRJ Music Award (album francophone de l'année). Sa chanson Tomber, sur des paroles de Maxime Le Forestier, passe même l'Atlantique, Céline Dion la reprenant en anglais sous le titre Ten Days. À la fin de l'année, tandis qu'un album et un DVD live sont édités, il écrit plusieurs titres sur l'album À la vie à la mort de Johnny Hallyday, dont le succès Marie. En 2003, naît sa fille Rose. Il reçoit la même année le NRJ Music Award de l'artiste masculin francophone de l'année.
Il revient ensuite avec un quatrième album, Un homme sans racines, qui devient double disque de platine pour plus de 600 000 ventes.

### Continuité et fin de carrière (2009-2023)
Après un conflit avec sa maison de disques Universal, son cinquième album, Sortir, paraît le 16 novembre 2009 chez AZ, porté par les singles Au bord de l’eau, Dans une larme et Mon cœur ne bat plus. Il partage notamment un duo avec Eagle-Eye Cherry, Pandora's Box. Entre-temps, il participe à plusieurs reprises aux concerts des Enfoirés, et est choriste sur la plupart des albums du chanteur Sinclair. En 2011 sort un double CD, la compilation Sur ma route, composé de 27 titres et d'un inédit, L'Étranger.
En mai 2013 sort le single Serait-il ?, suivi du single Je me souviens de tout en septembre, extraits de l'album De Palmas sorti en novembre.
Un septième album studio, La Beauté du geste, sort au printemps 2016, porté par les titres Il faut qu'on s'batte et Le jour de nos fiançailles.
Le 10 octobre 2023, il annonce la sortie d'un nouvel album ainsi que la fin de sa carrière en raison d'un « problème de voix récurrent » qui l'empêche de chanter convenablement. L'artiste préfère se limiter aux enregistrements studio et ne plus donner de concerts ou assurer la promotion de chansons.

## Récompenses
- 1995 : Victoire de la musique de la révélation masculine
- 2002 : NRJ Music Award de l'album francophone de l'année pour Marcher dans le sable
- 2002 : Victoire de la musique de l'artiste interprète masculin
- 2003 : NRJ Music Award de l'artiste masculin francophone de l'année